# Scopifera antelia
Scopifera antelia là một loài bướm đêm trong họ Noctuidae.